# Igeltjärnen (Norbergs socken, Västmanland, 666968-149627)
Igeltjärnen är en sjö i Norbergs kommun i Västmanland och ingår i Norrströms huvudavrinningsområde.